# Фахр ад-Дін Мубарак-шах
Фахр ад-Дін Мубарак-шах (перс. فخر الدین مبارک شاه; д/н—1349) — 1-й султан Сонаргаону (Східна Бенгалія) у 1338—1349 роках.

## Життєпис
Походив з родини тюркського племені Карауна. Народився в селі паргани Бгулуа. Замолоду звався Мубарак. Розпочав службу силадаром (зброєносцем) під проводом Бахрам-хана, маліка (намісника) Сонаргаону. Ймовірно дослужився до очільника війська, що дозволило йому 1337 року після смерті Бахрам-хана перебрати посаду маліка, у відповідь на що проти нього виступив Кадар-хан, малік Лахнауті, який повинен був покарати Мубарака за самовільне захоплення посади. Той спочатку відступив, але зрештою 1338 року завдав Кадар-хану поразки, внаслідок чого той загинув. За цим оголосив себе султаном під ім'ям Фахр ад-Дін Мубарак-шах. Таким діям сприяло послаблення Делійського султаната: Мухаммад бін Туґлак стикнувся з численними повстаннями та заколотами, що призвело до розпаду держави.
Невдовзі почав боротьбу за об'єднання Бенгалії з іншими маліками — Алі і Ільясом, що оголосили себе султанами в колишніх провінціях Лахнауті (Північна Бенгалія) і Сатгаон (Південнозахідна Бенгалія) відповідно. Втім його військовик Мухліс зазнав поразки від Алі. Але 1342 року останній зазнав поразки від Ільяса. З ним було встановлено тимчасове перемир'я.
Спрямував зусилля на розширення володінь на сході. Підкорив північ сучасного регіону Сілхет та весь сучасний регіон Комілла, а також рідну область Бгулуа. 1340 року захопив Читтагонг, що відкрило шлях до бенгальської затоки, торгівлі з Араканом.
Активно залучав до себе військовиків, літераторів, інженерів, оскільки окрім походів активно розбудовував міста (будував тут мечеті та медресе, гробниці святих), проводив якісні шляхи до портів та міст, чим сприяв піднесенню торгівлі та господарства.
1346 року його відвідав відомий мандрівник та дипломат Ібн Батута. Помер Мубарак-шах 1349 року. Йому спадкував син Іхтіар ад-Дін Газі-шах.